# Partido Liberal Radical Ecuatoriano
El Partido Liberal Radical Ecuatoriano (PLRE), originalmente Partido Liberal del Ecuador, fue un partido político liberal ecuatoriano Fue fundado en 1896 bajo la presidencia de Eloy Alfaro.

## Historia
Al inicio de la dominación floreana (1830-1845), el Partido Liberal tuvo participación directa como bloque importante en el poder. El partido emergió para mitigar las divisiones entre los moderados y los liberales radicales, por lo que se convergieron ambas tendencias bajo la dirección de la facción radical, siendo fundado por Eloy Alfaro, hecho determinado por el triunfo de la Revolución liberal.
Eloy Alfaro interpuso el Partido Liberal al poder durante la revolución de 1895, ejerciendo el poder presidentes de este partido de forma ininterrumpida, como fueron Leónidas Plaza Gutiérrez, Alfredo Baquerizo Moreno, Lizardo García, etc., hasta la Revolución Juliana. Alfaro fue asesinado el 28 de enero de 1912 y el Partido Liberal agudizó sus contradicciones internas, evidenciado en la formación posterior del Partido Socialista Ecuatoriano en 1928 y luego del Partido Comunista del Ecuador con proyecto económico de economía planificada, diferenciándose totalmente de los liberales, sin embargo, siempre se mantuvieron consultas.
En 1925 se fundó oficialmente como Partido Liberal Radical Ecuatoriano manteniéndose muchos de los miembros del anterior Partido Liberal. En los próximos 50 años, varios de sus miembros ocuparon la presidencia del Ecuador, siendo los más notables Carlos Arroyo del Río y Aurelio Mosquera Narváez.
El partido estuvo en el poder desde 1895 a 1911, de 1921 a 1952 y de 1960 a 1970. Siendo derrocado, en cada vez, por golpes militares y siendo el partido que más presidentes ha tenido en el poder, ya sea de forma constitucional o como encargado. Entre la década de los 40 y 60, el PLRE mantuvo gran influencia y poder principalmente en el legislativo, empezando a emerger varios tendencias y liderazgos que resultaron en la formación de otros movimientos, como fue el Movimiento Cívico Democrático Nacional del presidente Galo Plaza Lasso y la Coalición Institucionalista Democrática del presidente Otto Arosemena Gómez. En la década de los 70, el PLRE estaba fracturado en varias tendencias irreconciliables: los liberales moderados, populistas, liberales radicales y socialdemócratas, por lo que se dieron varios fraccionamientos del partido, resultando en la creación de los partidos: Frente Radical Alfarista, Izquierda Democrática y el Partido Demócrata.
En las elecciones presidenciales y legislativas de 1998, el Partido Liberal Radical Ecuatoriano no postuló el candidato a la presidencia, tampoco postuló el candidato a la vicepresidencia, ni postularon los candidatos a diputados nacionales en el Congreso, tampoco postularon los candidatos a diputados provinciales en el Congreso por lo que estuvo ausente por última vez en más de 100 años. Cuatro años más tarde, el mismo partido participó en las elecciones presidenciales de 2002, con su candidata, Ivonne Baki, recibiendo 1,77% de los votos. Por no cumplir el 5% necesario de votos, el Partido Liberal dejó de existir oficialmente.
En 2008 se constituyó un partido con el mismo nombre de este y fue registrado para las elecciones de 2009 en la provincia de Manabí.
La dirección política se encuentra en manos del licenciado Nahum Campusano (de origen manabita) - Presidente; sociólogo Tony Muñoz (de origen fluminense) - Coordinador Nacional; abogado Carlos Luis Fierro (de origen guayaquileño) - Secretario Nacional. En varias ocasiones, el antiguo Tribunal Supremo Electoral extinguió sus derechos políticos por incumplir el art. 35 de la antigua Ley Orgánica de Elecciones, en enero del año 2019 el partido fue habilitado por el Consejo Nacional Electoral mediante la recolección de un millón de firmas.

## Resultados electorales

### Elecciones presidenciales 1901-1940
| Año  | Candidatos                    | 1a Vuelta | 1a Vuelta | Resultado     | Notas                                                                |
| Año  | Candidatos                    | Votos     | %         | Resultado     | Notas                                                                |
| ---- | ----------------------------- | --------- | --------- | ------------- | -------------------------------------------------------------------- |
| 1897 | Eloy Alfaro Delgado           | 1500      | 80.93     | 1.er Lugar    | Realizada por la 11° Asamblea Constituyente                          |
| 1901 | Leonidas Plaza Gutiérrez      | 65.781    | 88.80     | 1.er Lugar    |                                                                      |
| 1905 | Lizardo García Sorroza        | 64.369    | 93.0      | 1.er Lugar    |                                                                      |
| 1906 | Eloy Alfaro Delgado           | 41        | 68.33     | 1.er Lugar    | Realizada por la 12° Asamblea Constituyente                          |
| 1911 | Emilio Estrada                | 103.024   | 93.90     | 1.er Lugar    |                                                                      |
| 1912 | Leonidas Plaza Gutiérrez      | 62.374    | 97.70     | 1.er Lugar    |                                                                      |
| 1916 | Alfredo Baquerizo Moreno      | 127.303   | 93.60     | 1.er Lugar    |                                                                      |
| 1920 | José Luis Tamayo              | 126.945   | 99.10     | 1.er Lugar    |                                                                      |
| 1924 | Gonzalo Córdova               | 173.773   | 93.20     | 1.er Lugar    |                                                                      |
| 1931 | Modesto Larrea Jijón          | 19.442    | 22.67     | segundo Lugar | Única vez en la historia del Ecuador que son anuladas las elecciones |
| 1932 | Juan de Dios Martínez Mera    | 56.872    | 71.0      | 1.er Lugar    |                                                                      |
| 1933 | Colón Eloy Alfaro             | 943       | 1.50      | tercer Lugar  |                                                                      |
| 1938 | Manuel María Borrero          | 24        | 52        | 1.er Lugar    | Realizada por la 15° Asamblea Costituyente, interinazgo              |
| 1938 | Aurelio Mosquera Narváez      | 32        | 64        | 1.er Lugar    | Realizada por la 15° Asamblea Costituyente                           |
| 1940 | Carlos Alberto Arroyo del Río | 43.642    | 53.21     | 1.er Lugar    |                                                                      |

### 1948-1970
| Año  | Candidatos             | Candidatos                   | 1a Vuelta | 1a Vuelta | Resultado     | Notas |
| Año  | Presidente             | Vicepresidente               | Votos     | %         | Resultado     | Notas |
| ---- | ---------------------- | ---------------------------- | --------- | --------- | ------------- | --- |
| 1948 | Alberto Enríquez Gallo | Carlos Cueva Tamariz         | 53.649    | 19.05     | tercer Lugar  | Parte de la Coalición Liberal-Socialista                                                                                            |
| 1952 | José Ricardo Chiriboga | Manuel Augusto Alvarado Olea | 66.771    | 18.49     | tercer Lugar  | José Ricardo Chiriboga fue el primer exalcalde de Quito en candidatearse a la Presidencia                                           |
| 1956 | Raúl Clemente Huerta   | José María Plaza Lasso       | 175.378   | 28.52     | segundo Lugar | Parte del Frente Democrático Nacional                                                                                               |
| 1960 | Galo Plaza Lasso       | Nicolás Castro Benítez       | 179.705   | 23.43     | segundo Lugar | Parte del Frente Democrático Nacional                                                                                               |
| 1966 | Raúl Clemente Huerta   | N/A                          | 35        | 42.68     | segundo Lugar | Elección Realizada por la 18° Asamblea Constituyente                                                                                |
| 1968 | Andrés F. Córdova      | Jorge Zavala Baquerizo       | 264.312   | 30.97     | segundo Lugar | Parte del Frente de Izquierda Democrática. En alianza con el Partido Socialista Ecuatoriano y la Concentración de Fuerzas Populares |

### 1978-2002
| Año  | Candidatos                                    | Candidatos                                    | 1a Vuelta                                     | 1a Vuelta                                     | 2.ª Vuelta                                    | 2.ª Vuelta                                                                              | Resultado                                     | Notas                                                                       |
| Año  | Presidente                                    | Vicepresidente                                | Votos                                         | %                                             | Votos                                         | %                                                                                       | Resultado                                     | Notas                                                                       |
| ---- | --------------------------------------------- | --------------------------------------------- | --------------------------------------------- | --------------------------------------------- | --------------------------------------------- | --------------------------------------------------------------------------------------- | --------------------------------------------- | --------------------------------------------------------------------------- |
| 1978 | Raúl Clemente Huerta                          | Arsenio Vivanco Neira                         | 311,983                                       | 22.67                                         |                                               |                                                                                         | tercer Lugar                                  |                                                                             |
| 1984 | León Febres-Cordero Ribadeneyra               | Blasco Peñaherrera Padilla                    | 600.563                                       | 27.20                                         | 1.381.709                                     | 51.54                                                                                   | 1.er Lugar                                    | Parte del Frente de Reconstrucción Nacional. El vicepresidente era del PLRE |
| 1988 | Miguel Albornoz                               | Roberto Goldbaum                              | 48,970                                        | 2.20                                          |                                               |                                                                                         | 9.º Lugar                                     |                                                                             |
| 1992 | Bolívar Chiriboga                             | Zoila Laad                                    | 15,760                                        | 0.46                                          | 10.º Lugar                                    |                                                                                         |                                               |                                                                             |
| 1996 | Ricardo Noboa                                 | Francisco Huerta                              | 11,053                                        | 3.02                                          | sexto Lugar                                   | Parte del Frente Democrático Nacional. En alianza con el FRA (Frente Radical Alfarista) |                                               |                                                                             |
| 1998 | No participaron de estos comicios electorales | No participaron de estos comicios electorales | No participaron de estos comicios electorales | No participaron de estos comicios electorales | No participaron de estos comicios electorales | No participaron de estos comicios electorales                                           | No participaron de estos comicios electorales | No participaron de estos comicios electorales                               |
| 2002 | Ivonne Baki                                   | César Frixone                                 | 79,598                                        | 1.74                                          |                                               |                                                                                         | octavo Lugar                                  | En alianza con META                                                         |

### Elecciones legislativas
|  | 8.33 % |

|  | 4.85 % |

|  | 4.23 % |

|  | 1.23 % |

|  | 4.16 % |

|  | 2.60 % |

|  | 1.30 % |

|  | 2.43 % |

|  | 10 % |

|  | 1.48 % |

### Elecciones seccionales
|  | 15.80 % |

|  | 16.70 % |

|  | 5.30 % |

|  | 4.00 % |

|  | 0 % |

|  | 8.00 % |

|  | 0 % |

|  | 3.50 % |

|  | 9.00 % |

|  | 0 % |

|  | 0 % |

|  | 2.15 % |